# Jean Hennessy
Pour les articles homonymes, voir Hennessy (homonymie).
Jean Patrick Hennessy, né à le 26 avril 1874 Cherves-Richemont (Charente) et mort le 4 novembre 1944 à Lausanne (Suisse), est un diplomate et homme politique français issu d'une grande famille de producteurs de cognac.

## Biographie
Si on remonte à ses origines, son arrière-grand-père, Jacques Hennessy, élu député en 1824, « siégea d’abord parmi les ultraroyalistes puis se rallia au pouvoir orléaniste sous la monarchie de Juillet et conserva son siège jusqu’en 1842 » et de son grand-oncle, Richard Auguste Hennessy, « sénateur conservateur du département de 1876 à sa mort en 1879 », Jean Hennessy et son frère James « représentent la troisième génération à exercer des mandats électifs nationaux. Ils ont reçu en héritage une culture politique qui va orienter leurs premiers comportements et gravitent d’abord dans un milieu antidreyfusard. »
Jean hérite avec son frère James de la fortune de son père. « Leur père Maurice qui, à sa disparition, en 1905 leur lègue une fortune évaluée alors à 1,1 MF (…) des revenus considérables et leur fortune les situe ainsi au rang des familles les plus riches de la société française. » Un héritage qui fructifie et permet à Jean Hennessy d'acquérir un hôtel particulier dans le VIIe arrondissement de Paris.
Il suit ses études au lycée Janson-de-Sailly et à la faculté des lettres de Paris, entre dans la maison familiale et épouse la fille d'Albert de Mun. Élu conseiller municipal de Saint-Brice, il devient président de la ligue de représentation professionnelle et d'action régionaliste, créée au sein de la Fédération régionaliste française. Celle-ci milite pour la décentralisation et la création de régions administratives.
Il est élu député de la Charente en 1924 sur une liste du cartel des gauches, réélu en 1928 mais battu en 1932 par le candidat d'Alliance démocratique Henri Malet. Il devient ministre de l'Agriculture du 11 novembre 1928 au 21 février 1930 dans les gouvernements Raymond Poincaré (5), Aristide Briand (11) et André Tardieu (1).

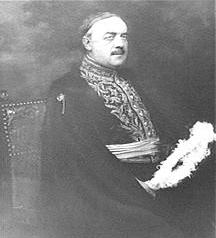
Jean Hennessy en tenue d'ambassadeur.

Délégué adjoint de la France à la Société des Nations, il est nommé ambassadeur en Suisse en 1924. 
Il fonde en avril 1933 le Parti social-national et préside son comité directeur. Il porte un programme désireux de rénover la République et sa constitution. Son programme révisionniste pourtant vague et modéré est dénoncé par la gauche et Hennessy est taxé de fasciste, surtout lorsqu'il accentue la tonalité antiparlementaire de son discours à partir de 1935, dévoilant une certaine dérive autoritaire. Toutefois, il reste attaché à la République et modifie le nom de son mouvement qui devient le parti républicain social-national et fait disparaitre son parti en 1936 à la faveur de son élection la même année.
Il parvient en effet à se faire élire député des Alpes-Maritimes en 1936 contre Henry Torrès, candidat sortant du Front populaire, avec l'appui des notables comme Jean Médecin et des nationalistes locaux. Il siège cependant au sein du groupe de la Gauche indépendante.
Actionnaire à partir de 1931 du quotidien parisien L'Œuvre après avoir soutenu financièrement d'autres journaux comme Le Quotidien, il en devient le principal actionnaire après 1936 mais il ne parvient pas à prendre le contrôle politique de ce journal en 1938-1939.
Foncièrement républicain, il fait partie des 80 parlementaires qui refusent le vote des pleins pouvoirs au Maréchal Pétain.